# Schönberg (Mühldorf)
Schönberg é um município da Alemanha, no distrito de Mühldorf, na região administrativa de Oberbayern, estado de Baviera.